# Troisième ligne (rugby à XIII)
Ne doit pas être confondu avec Troisième ligne (rugby à XV).
Troisième ligne, aussi appelé Numéro 13 (en anglais : Loose Forward, le terme Lock étant préféré en Australie) est un poste de rugby à XIII.
C'est un joueur faisant partie des avants dont il est un des éléments les plus importants sur le plan tactique. Ce poste est en quelque sorte le poste « survivant »  de la troisième ligne, les postes de troisième ligne aile (toujours présents en rugby à XV) ayant été supprimés par la fédération anglaise pour accélérer le jeu et permettre une remise en jeu plus rapide du ballon, notamment à la suite des phases de mêlées.
| \| \| 8 Pilier \| \| 9 Talonneur \| \| 10 Pilier \| \| \| \| \| \| 11 Deuxième ligne \| \| 12 Deuxième ligne \| \| \| \| \| \| \| \| 13 Troisième ligne \| \| \| \| \| \| \| \| \| \| \| \| \| \| \| \| \| \| 7 Demi de mêlée \| \| \| \| \| \| \| \| \| \| 6 Demi d'ouverture \| \| \| \| \| \| \| 4 Centre gauche \| \| 3 Centre droit \| \| \| \| \| \| 5 Ailier gauche \| \| \| \| 2 Ailier droit \| \| \| \| \| \| \| 1 Arrière \| \| \| \| \| |                 |                   |                    |                    |                |  |  |
| | 8 Pilier        |                   | 9 Talonneur        |                    | 10 Pilier      |  |  |
| |                 | 11 Deuxième ligne |                    | 12 Deuxième ligne  |                |  |  |
| |                 |                   | 13 Troisième ligne |                    |                |  |  |
| |                 |                   |                    |                    |                |  |  |
| |                 |                   | 7 Demi de mêlée    |                    |                |  |  |
| |                 |                   |                    | 6 Demi d'ouverture |                |  |  |
| |                 | 4 Centre gauche   |                    | 3 Centre droit     |                |  |  |
| | 5 Ailier gauche |                   |                    |                    | 2 Ailier droit |  |  |
| |                 |                   | 1 Arrière          |                    |                |  |  |

## Description du poste
C'est le dernier joueur qui ferme le pack d'avants (d'où le terme Lock, verrou en français, employé par les australiens).
On considère que c'est un joueur clef en rugby à XIII, qui forme un triangle avec le demi de mêlée et demi d'ouverture. Parfois, on voit également en lui un deuxième demi de mêlée. C'est un joueur généralement plus grand que les autres, mais il peut également arriver que des joueurs jouant habituellement piliers, soient utilisés à ce poste, pour former une attaque de trois joueurs (deux piliers officiels et le troisième ligne) pour perforer les lignes adverses.

## Joueurs emblématiques
Voici une liste de joueurs non exhaustive ayant marqué ou marquant le poste, selon la littérature ou les médias treizistes.
- Sean O’Loughlin [2].